# Francis Curzon, 5:e earl Howe
Francis Richard Henry Penn Curzon, 5:e earl Howe, CBE, PC, född den 1 maj 1884 i Mayfair i London, död den 26 juli 1964 i Amersham i Buckinghamshire, var en brittisk sjöofficer, politiker och  racerförare. Han var son till Richard George Curzon, 4:e earl Howe (1861–1929) och hans första hustru, lady Elizabeth Georgiana Spencer-Churchill (1860–1906), dotter till John Spencer-Churchill, 7:e hertig av Marlborough och därmed var han kusin till sir Winston Churchill.

## Officer och politiker
Curzon följde familjetraditionerna och utbildade sig till sjöofficer i Royal Navy. Under första världskriget deltog han bland annat i Slaget vid Gallipoli.
Efter kriget satsade Curzon på politiken och vid parlamentsvalet i Storbritannien 1918 valdes han in i underhuset för de konservativa. När fadern avled 1929, ärvde Curzon såväl titel som platsen i överhuset.

## Racerförare
När den nye earl Howe intog familjens plats i överhuset, miste han samtidigt platsen i underhuset och därmed huvuddelen av sitt politiska inflytande. Lord Howe hade testat bilsport första gången 1928, 44 år gammal och efter 1929 kom han att ägna mycket tid åt biltävlingar.
Lord Howe körde Le Mans 24-timmars första gången 1929 med en Bentley. 1931 vann han tävlingen, tillsammans med Henry Birkin i en Alfa Romeo 8C. Han körde även Grand Prix racing. Lord Howe var patriot, men bristen på konkurrenskraftiga brittiska tävlingsbilar gjorde att han oftast körde utländska märken. I slutet av 1930-talet tävlade han dock med en ERA. När andra världskriget bröt ut tog racingkarriären slut och han återgick till flottan.
Lord Howe hade varit med och grundat British Racing Drivers' Club (BRDC) och 1929 tog han över som ordförande. Lord Howe förblev ordförande fram till sin död och under hans ordförandeskap omvandlades BRDC från en exklusiv herrklubb för Bentley Boys till en organisation som aktivt stöder brittiska förare och stall i motorsportens högsta klasser. Sedan 1999 utdelas årligen ett pris,  Earl Howe Trophy , till den samväldesmedborgare som nått det bästa resultatet inom nordamerikansk bilsport.